# Phyllachora megastroma
Phyllachora megastroma är en svampart som beskrevs av Pat. 1914. Phyllachora megastroma ingår i släktet Phyllachora och familjen Phyllachoraceae.   Inga underarter finns listade i Catalogue of Life.